# Circondario di Sciacca
Il circondario di Sciacca era uno dei circondari in cui era suddivisa la provincia di Girgenti.

## Storia
Con l'Unità d'Italia (1861) la suddivisione in province e circondari stabilita dal Decreto Rattazzi fu estesa all'intera Penisola.
Il circondario di Sciacca fu abolito, come tutti i circondari italiani, nel 1927, nell'ambito della riorganizzazione della struttura statale voluta dal regime fascista. Tutti i comuni che lo componevano rimasero in provincia di Girgenti, contemporaneamente ribattezzata provincia di Agrigento.

## Suddivisione
Nel 1863, la composizione del circondario era la seguente:
1. Mandamento I di Caltabellotta
  - Caltabellotta
2. Mandamento II di Menfi
  - Menfi
3. Mandamento III di Sambuca Labat
  - Sambuca Labat
4. Mandamento IV di Santa Margherita di Belice
  - Montevago, Santa Margherita di Belice
5. Mandamento V di Sciacca
  - Sciacca